# Jászapáti
Jászapáti város Jász-Nagykun-Szolnok vármegyében, a Jászapáti járás székhelye.

## Fekvése
Jászapáti a Jászság második legnagyobb települése. A település a Tisza és a Zagyva folyó közötti síkságon terül el.
A közvetlen szomszédos települések: észak felől Jászszentandrás, kelet felől Jászivány, délkelet felől Jászkisér, délnyugat felől Jásztelek, nyugat felől Jászjákóhalma, északnyugat felől pedig Jászdózsa és Tarnaörs.

### Megközelítése
Legfontosabb közúti megközelítési útvonala a 31-es főút, mely áthalad a központján, ezen érhető el az ország nyugatabbi és keletebbi részei felől is, Jászberény vagy Heves érintésével. Újszász felől a 3227-es úton érhető el, míg a megyeszékhely, Szolnok felől a legegyszerűbb elérési útvonala: Jászkisérig a 3225-ös, onnan pedig a 3227-es úton. Északi szomszédjával, Jászszentandrással a 3228-as út köti össze.
A hazai vasútvonalak közül a MÁV 86-os számú Vámosgyörk–Újszász-vasútvonala érinti, melynek egy megállási pontja van itt. Jászapáti vasútállomás a vonal állomásainak viszonylatában Jászdózsa megállóhely és Jászkisér vasútállomás között található, fizikailag a város belterületének keleti szélén helyezkedik el, közúti elérését a 31-es főútból kiágazó 32 328-as számú mellékút teszi lehetővé.

## Története
600 éves múltra tekint vissza. 1746-ban kapott először városi rangot, melyet 1876-ban elvesztett, majd 1989-ben újra visszanyert.
A településtől északra halad el a szarmaták által 324 és 337 között épített, a Dunát a Tiszával összekötő Csörsz árok nyomvonala.
Jász eredetű családok: Aba, Ágó, Bató, Gócsa, Kotán, Szabari (saburiada oszétul csendes, békés személyt jelent, Szaburán nevű őstől származik), Tajthy
A 17.  században a településre költözött a nemes kerekgedei Makó család.
Ezen történelmi család eredetét a magyar Csanád nemzetségig - Doboka fia Csanád vezér leszármazottjai - vezeti vissza.
A mosoni családi birtokuk Nezsideren (Neusiedl am See) volt, majd egyik águk Gömör vármegyében (Kerekgede) szerzett birtokot, később Jászapátiba települtek. Nemes kerekgedei Makó Lőrinc és felesége nemes gesztétei Balajthy Dorottya alapított családot. Leszármazottak:
Makó Katalin (1697) férje Szabari János.
Makó Gergely (1698) községi főbíró és tanácsnok, a Nádor huszárok kapitánya, felesége Sike Judit.
Makó Pál (1723) korának egyik legkiemelkedőbb tudósa, matematikusa, filozófusa, kutatója.

## Közélete

### Polgármesterei

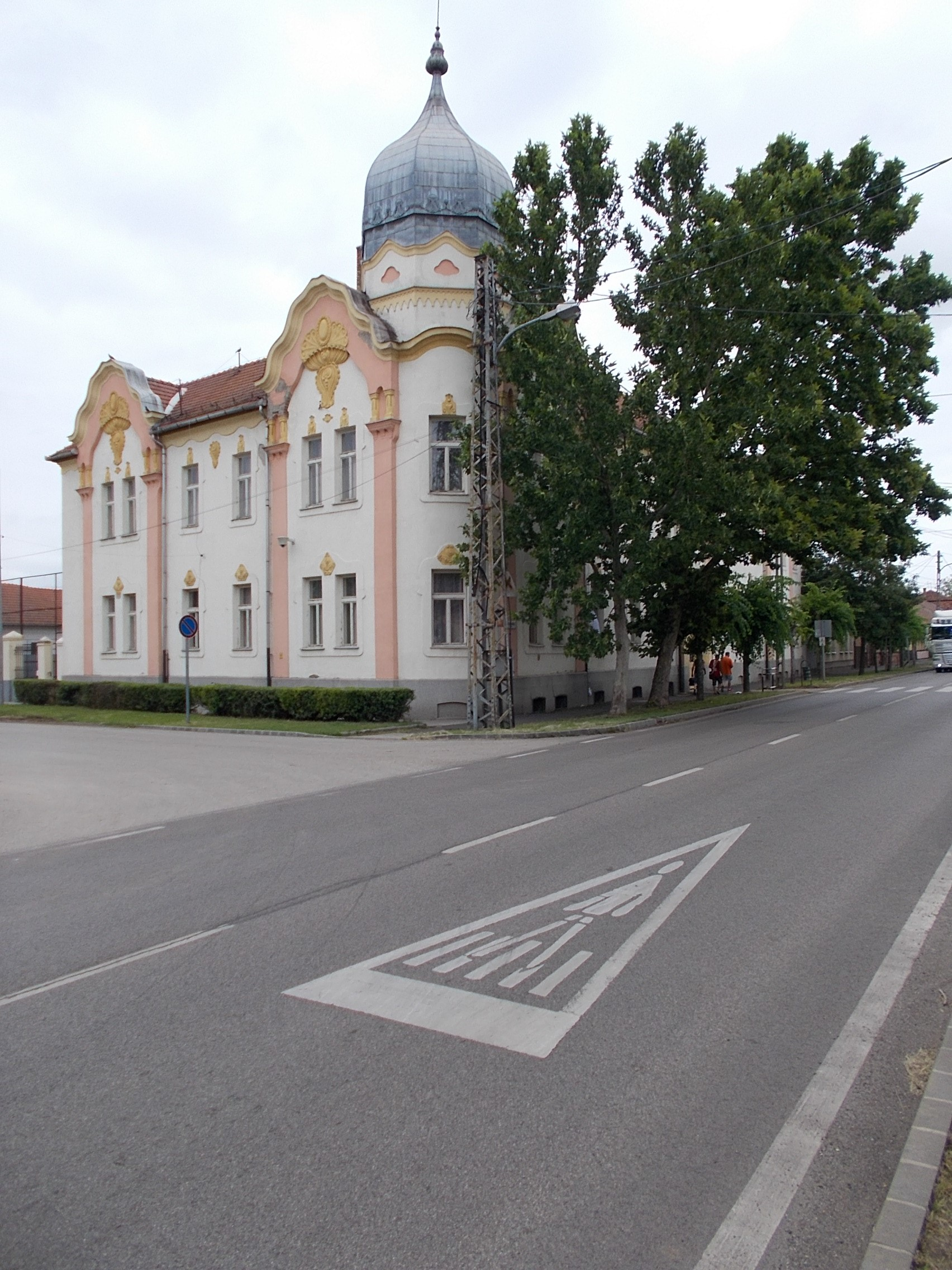
A volt szolgabírósági és egyben adóhivatali székház

| Időszak   | Név           | Jelölő szervezet(ek) | Megjegyzés                          |
| --------- | ------------- | -------------------- | ----------------------------------- |
| 1990–1994 | Török Sándor  | független            |                                     |
| 1994–1998 | Török Sándor  | független            |                                     |
| 1998–1999 | Török Sándor  | független            | hivataláról lemondott               |
| 2000–2002 | Szabó Lajos   | MSZP                 | Időközi választás 2000. március 26. |
| 2002–2006 | Szabó Lajos   | MSZP                 |                                     |
| 2006–2010 | Szabó Lajos   | MSZP                 |                                     |
| 2010–2014 | Pócs János    | Fidesz-KDNP          |                                     |
| 2014–2019 | Farkas Ferenc | Fidesz-KDNP          |                                     |
| 2019–2024 | Farkas Ferenc | Fidesz-KDNP          |                                     |
| 2024–     | Illés Gergő   | független            |                                     |

## Népesség
A település népességének változása:
| Év   | Lakosság (fő) |
| ---- | ------------- |
| 1900 | 9 995         |
| 1910 | 10 267        |
| 1920 | 11 221        |
| 1930 | 11 258        |
| 1941 | 10 960        |
| 1949 | 10 976        |
| 1960 | 10 864        |
| 1970 | 10 233        |
| 1980 | 10 332        |
| 1990 | 9 822         |
| 2001 | 9 672         |
| 2011 | 8 889         |

| Lakosok száma | 8879 | 8692 | 8313 | 8149 | 8210 | 8186 | 8210 |
|               | 2013 | 2014 | 2018 | 2021 | 2022 | 2023 | 2024 |

2001-ben a város lakosságának 90%-a magyar, 10%-a cigány nemzetiségűnek vallotta magát.
A 2011-es népszámlálás során a lakosok 89,2%-a magyarnak, 10,4% cigánynak, 0,2% görögnek, 0,4% németnek mondta magát (10,5% nem nyilatkozott; a kettős identitások miatt a végösszeg nagyobb lehet 100%-nál). A vallási megoszlás a következő volt: római katolikus 60,2%, református 2,3%, evangélikus 0,2%, felekezeten kívüli 13,2% (22,3% nem nyilatkozott).
2022-ben a lakosság 88,9%-a vallotta magát magyarnak, 5,5% cigánynak, 0,2% németnek, 0,1-0,1% görögnek, bolgárnak, ukránnak és románnak, 1,4% egyéb, nem hazai nemzetiségűnek (11% nem nyilatkozott; a kettős identitások miatt a végösszeg nagyobb lehet 100%-nál). Vallásuk szerint 41,4% volt római katolikus, 1,7% református, 0,3% görög katolikus, 0,2% evangélikus, 1,3% egyéb keresztény, 1% egyéb katolikus, 8,8% felekezeten kívüli (45,1% nem válaszolt).

## Oktatás
A városban három óvoda, két általános iskola (Jászapáti Általános és Alapfokú Művészeti Iskola és a Jászapáti Szent Imre Katolikus Iskola) és egy gimnázium és szakközépiskola (JNSZM Gróf Széchenyi István Katolikus Gimnázium, Szakképző Iskola és Kollégium) működik. Ezen kívül a városban található egy zeneiskola is, a Rácz Aladár Zeneiskola.

## Nevezetességei
- Kisboldogasszony-templom: a kéttornyú római katolikus templom középkori műemlék, amelyet többször átalakítottak. Mai formáját 1833-ban nyerte el. A templomkupola seccóját Vágó Pál festőművész készítette, a mellékoltárokat pedig Than Mór. Az épület körül erődítményszerű, lőrésekkel ellátott kerítés húzódik.
- Könyvtár: a templommal szemben helyezkedik el. Korábban városházként funkcionált. A 19. században, klasszicista stílusban épült.
- Vágó Pál helytörténeti múzeum: Vágó Pál szülőházában kialakított múzeum, amely több kisebb kiállításnak ad otthont, így Mihály Béla keramikus látványtervező – szintén Jászapáti szülötte - munkáinak is.
- Tanyamúzeum: mezőgazdasági életmódot bemutató kiállításnak helyet adó múzeum.

## Szórakozási és szabadidős lehetőségek
- Tölgyes Gyógyvizű Strandfürdő és Kemping: az 1960-as évek elején épült. Nyári szezonban 6 medencével (úszó-, gyógy-, gyermek-, élmény-, tan-, és termálmedence), téli szezonban 2 fedett medencével várja a pihenni vágyókat. A hévíz nátrium-hidrogén-karbonátos, 45 °C-os és egy 805 m mély kútból tör a felszínre. 2002-ben a hévíz elnyerte a gyógyvíz minősítést; elsősorban mozgásszervi megbetegedésben szenvedő betegek keresik fel.
- Művelődési ház: Makovecz Imre tervezte; színház- és mozielőadásoknak, valamint a város közösségi rendezvényeinek ad helyet.
- Horgásztavak

## Rendezvények
- Aratóünnep: 1997-től minden nyáron megrendezik. Az aratás előkészületeinek bemutatásán és a kézi aratáson túl a rendezvényen a jászapáti néptáncosok is fellépnek.
- Hagyományőrző tábor: évente szervezett egy hetes „tábor” a gyerekeknek, amelynek a városi könyvtár ad helyet. A táborban a gyerekek megtanulnak agyagozni, faragni, szobrászkodni, festeni, gyöngyöt fűzni stb.
- Jász Alkotók Köre alkotótábora
- Babfesztivál

## Gazdaság

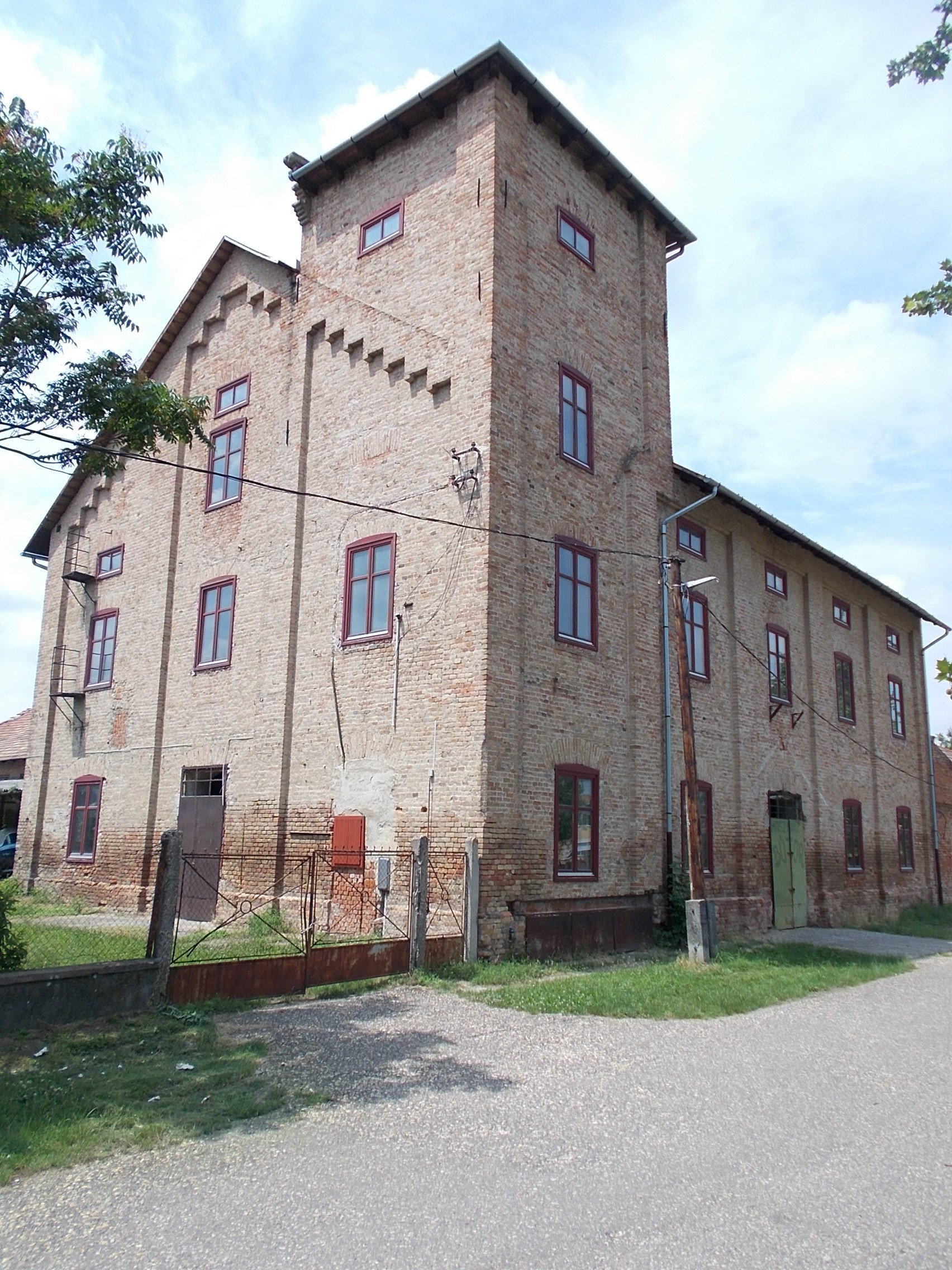
A volt nagy malom

A területen elsősorban a mezőgazdaság és az élelmiszeripar dominál. Jelentős a helyi dinnyetermesztés. Nagy foglalkoztatónak számít helyben a Jásztej Kft. vagy a gazdálkodással foglalkozó Jászapáti 2000. Mezőgazdasági Zrt..

## Helyi média
A várossal, csakúgy, mint az egész Jászsággal foglalkozik a Jászsági Térségi Tv. A csatorna a Pr-Telecom Zrt. kábelszolgáltatóval áll kapcsolatban, ilyen módon 40 000 ember számára érhető el a térségben. Ezen túlmenően JTTV adásai elérhetőek Facebookon is, illetve YouTube csatornájuk is van.
A településsel kapcsolatos ügyekkel ezen túl foglalkozik a megyei SZOLJON.HU hírportál is.

### Rádióállomások
Jászapátin fogható FM rádiók:
- Europa 2 - FM 100,9
- Bartók Rádió - FM 90,7 MHz
- Szent István Rádió -  FM 91,8 MHz
- Kossuth Rádió - FM 95,5 MHz
- Trió FM - FM 97,7 MHz
- Dankó Rádió -  FM 99,8 MHz
- Rádió 1 - FM 101,7 MHz
- Petőfi Rádió - FM 102,7 MHz
- Retro Rádió - FM 104,7 MHz

## Testvérvárosai
- Grafenstein,  Ausztria [forrás?]
- Temerin,  Szerbia
- Łańcut,  Lengyelország
- Kéménd,  Szlovákia
- Marossárpatak,  Románia

## Híres emberek
- Itt született 1723. július 9.-én nemes kerekgedei Makó Pál korának egyik legkiemelkedőbb tudósa, matematikusa, filozófusa, kutatója, metafizikusa, egyetemi tanára, a bécsi és budai egyetem bölcsészeti karának igazgatója, a maga korában Európában a legjobbak közé tartozó felsőbb analízis és algebratankönyvek szerzője, a magyar közoktatás újjászervezője. Polihisztor, író és költő a jezsuita rend tagja.
- Itt született 1853. június 6-án Vágó Pál Lotz-díjas festőművész.
- Itt született 1886. február 28-án Rácz Aladár Kossuth-díjas cimbalomművész.
- Itt született 1902. április 3-án Hubay Kálmán újságíró, szélsőjobboldali politikus, a Nyilaskeresztes Párt alapítója, majd helyettes vezetője, az Országépítő Tanács elnöke.
- Itt született 1934. augusztus 30-án Budai László magyar–angol szakos középiskolai tanár, tankönyvíró, nyelvész.
- Itt hunyt el 1960-ban Rakovszky Iván a Fővárosi Közmunkák Tanácsának elnöke, politikus, belügyminiszter.

## Képek

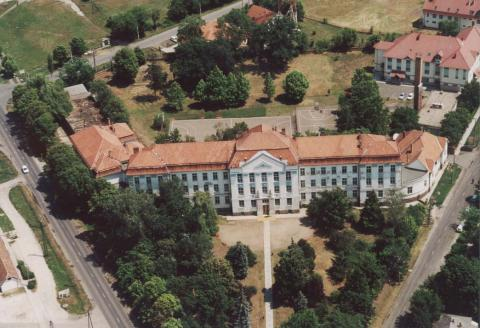
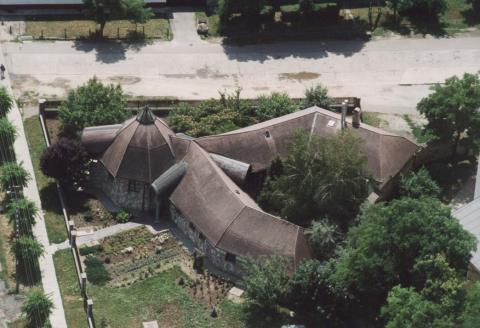
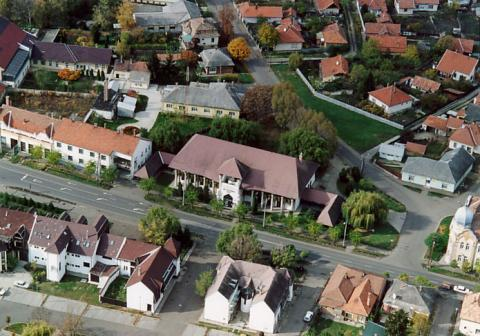
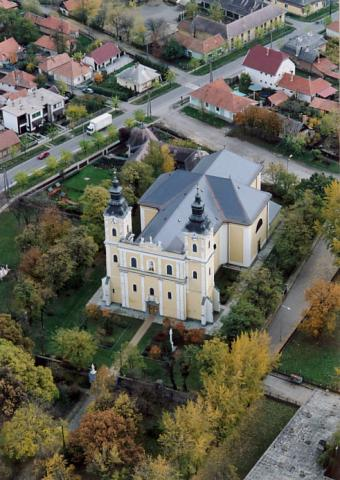